# Homilia knysnaensis
Homilia knysnaensis är en nattsländeart som beskrevs av Barnard 1940. Homilia knysnaensis ingår i släktet Homilia och familjen långhornssländor. Inga underarter finns listade i Catalogue of Life.